# Гравина (острво)
Гравина (енгл. Gravina Island) је острво САД које припада савезној држави Аљасци. Површина острва износи 245 ². Према попису из 2000. на острву је живело 50 становника.